# 24h Le Mans 1968

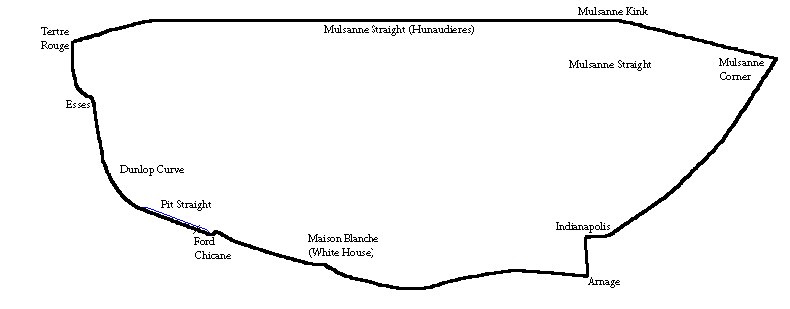
Tor Circuit de la Sarthe

24h Le Mans 1968 – 24–godzinny wyścig rozegrany na torze Circuit de la Sarthe w dniach 28–29 września 1968 roku.

## Wyniki
Źródło: experiencelemans.com
| Poz. | Klasa  | Nr | Zespół                           | Kierowcy                                | Nadwozie                     | Silnik                   | Okr. |
| ---- | ------ | -- | -------------------------------- | --------------------------------------- | ---------------------------- | ------------------------ | ---- |
| 1    | S 5.0  | 9  | J.W. Automotive Engineering Ltd. | Pedro Rodriguez Lucien Bianchi          | Ford GT40 Mk. I              | Ford 4.9 L V8            | 331  |
| 2    | P 3.0  | 66 | Squadra Tartaruga                | Rico Steinemann Dieter Spoerry          | Porsche 907L                 | Porsche 2.2 L Flat-8     | 326  |
| 3    | P 3.0  | 33 | Porsche System Engineering       | Jochen Neerpasch Rolf Stommelen         | Porsche 908                  | Porsche 3.0 L Flat-8     | 325  |
| 4    | P 2.0  | 39 | Autodelta SpA                    | Ignazio Giunti Nanni Galli              | Alfa Romeo T33/2             | Alfa Romeo 2.0 L V8      | 322  |
| 5    | P 2.0  | 38 | Autodelta SpA                    | Carlo Facetti Spartaco Dini             | Alfa Romeo T33/2             | Alfa Romeo 2.0 L V8      | 315  |
| 6    | P 2.0  | 40 | Autodelta SpA                    | Mario Casoni Giampiero Biscaldi         | Alfa Romeo T33/2             | Alfa Romeo 2.0 L V8      | 305  |
| 7    | S 5.0  | 21 | David Piper Racing               | David Piper Richard Attwood             | Ferrari 250LM                | Ferrari 3.3 L V12        | 302  |
| 8    | P 3.0  | 30 | Société des Automobiles Alpine   | André de Cortanze Jean Vinatier         | Alpine A220                  | Renault-Gordini 3.0 L V8 | 297  |
| 9    | P 2.0  | 57 | Ecurie Savin-Calberson           | Alain LeGuellec Alain Serpaggi          | Alpine A210                  | Renault-Gordini 1.5 L I4 | 289  |
| 10   | P 1.3  | 52 | Société des Automobiles Alpine   | Jean-Luc Thérier Bernard Tramont        | Alpine A210                  | Renault-Gordini 1.3 L I4 | 288  |
| 11   | P 1.3  | 53 | Trophée Le Mans                  | Christian Ethuin Bob Wollek             | Alpine A210                  | Renault-Gordini 1.3 L I4 | 282  |
| 12   | GT 2.0 | 43 | Jean-Pierre Gaban                | Jean-Pierre Gaban Roger Vanderschrick   | Porsche 911T                 | Porsche 2.0 L Flat-6     | 281  |
| 13   | GT 2.0 | 64 | Claude Laurent                   | Claude Laurent Jean-Claude Ogier        | Porsche 911T                 | Porsche 2.0 L Flat-6     | 276  |
| 14   | P 1.3  | 55 | Société des Automobiles Alpine   | Jean-Pierre Nicolas Jean-Claude Andruet | Alpine A210                  | Renault-Gordini 1.0 L I4 | 272  |
| 15   | P 1.3  | 50 | Donald Healey Motor Company      | Roger Enever Alec Poole                 | Austin-Healey Sprite Le Mans | BMC 1.3 L I4             | 255  |
| 16   | P 2.0  | 46 | Ecurie Fiat-Abarth France        | Marcel Martin Jean Mésange              | Fiat Dino                    | Ferrari 2.0 L V6         | 253  |

### Nie sklasyfikowani
| Poz. | Klasa  | Nr | Zespół          | Kierowcy                                           | Nadwozie    | Silnik                   | Okr. |
| ---- | ------ | -- | --------------- | -------------------------------------------------- | ----------- | ------------------------ | ---- |
| 17   | GT 1.3 | 61 | Ecurie Léopard  | Jacques Bourdon Maurice Nussbaumer Michel Pouteaux | Alpine A110 | Renault-Gordini 1.3 L I4 | 215  |
| 18   | GT 1.3 | 51 | Bernard Collomb | Bernard Collomb François Lacarreau                 | Alpine A110 | Renault-Gordini 1.3 L I4 | 167  |

### Nie ukończyli
| Poz. | Klasa   | Nr | Zespół                            | Kierowcy                                      | Nadwozie              | Silnik                    | Okr. |
| ---- | ------- | -- | --------------------------------- | --------------------------------------------- | --------------------- | ------------------------- | ---- |
| 19   | P 3.0   | 24 | Equipe Matra Sports               | Johnny Servoz-Gavin Henri Pescarolo           | Matra MS630           | Matra 3.0 L V12           | 283  |
| 20   | P 3.0   | 27 | Ecurie Savin-Calberson            | Mauro Bianchi Patrick Depailler               | Alpine A220           | Renault-Gordini 3.0 L V8  | 257  |
| 21   | P 2.0   | 45 | Jean-Pierre Hanrioud              | Jean-Pierre Hanrioud André Wicky              | Porsche 910           | Porsche 2.0 L Flat-6      | 248  |
| 22   | GT 2.0  | 44 | Auguste Veuillet                  | Guy Chasseuil Claude Ballot-Léna              | Porsche 911T          | Porsche 2.0 L Flat-6      | 224  |
| 23   | S 5.0   | 20 | Scuderia Filipinetti              | Herbert Müller Jonathan Williams              | Ferrari 250LM         | Ferrari 3.3 L V12         | 212  |
| 24   | S 5.0   | 14 | North American Racing Team (NART) | Masten Gregory Charlie Kolb                   | Ferrari 250LM         | Ferrari 3.3 L V12         | 209  |
| 25   | S 2.0   | 42 | Christian Poirot                  | Christian Poirot Pierre Maublanc              | Porsche 906 Carrera 6 | Porsche 2.0 L Flat-6      | 202  |
| 26   | P 3.0   | 29 | Société des Automobiles Alpine    | Jean Guichet Jean-Pierre Jabouille            | Alpine A220           | Renault-Gordini 3.0 L V8  | 185  |
| 27   | GT +2.0 | 4  | Scuderia Filipinetti              | Jean-Michel Giorgi Sylvain Garant             | Chevrolet Corvette    | Chevrolet 7.0 L V8        | 157  |
| 28   | P 2.0   | 41 | Autodelta SpA                     | Nino Vaccarella Giancarlo Baghetti            | Alfa Romeo T33/2      | Alfa Romeo 2.0 L V8       | 150  |
| 29   | P 3.0   | 35 | Alex Soler-Roig Squadra Tartaruga | Alex Soler-Roig Rüdi Lins                     | Porsche 907/8         | Porsche 2.2 L Flat-8      | 145  |
| 30   | S5.0    | 6  | Jackie Epstein                    | Jackie Epstein Edward Nelson                  | Lola T70 Mk. III      | Chevrolet 5.0 L V8        | 143  |
| 31   | S 5.0   | 12 | Strathaven Limited                | Mike Salmon Eric Liddell                      | Ford GT40 Mk. I       | Ford 4.7 L V8             | 131  |
| 32   | P 3.0   | 34 | Porsche System Engineering        | Joe Buzzetta Scooter Patrick                  | Porsche 908           | Porsche 3.0 L Flat-8      | 115  |
| 33   | P 3.0   | 32 | Porsche System Engineering        | Gerhard Mitter Vic Elford                     | Porsche 908           | Porsche 3.0 L Flat-8      | 111  |
| 34   | S 5.0   | 10 | J.W. Automotive Engineering Ltd.  | Paul Hawkins David Hobbs                      | Ford GT40 Mk. I       | Ford 4.9 L V8             | 107  |
| 35   | P 2.0   | 37 | Racing Team VDS                   | Teddy Pilette Rob Slotemaker                  | Alfa Romeo T33/2      | Alfa Romeo 2.0 L V8       | 104  |
| 36   | P 3.0   | 67 | Philippe Farjon                   | Robert Buchet Herbert Linge                   | Porsche 907/8         | Porsche 2.2 L Flat-6      | 102  |
| 37   | S 5.0   | 19 | Paul Vestey                       | Paul Vestey Roy Pike                          | Ferrari 250LM         | Ferrari 3.3 L V12         | 99   |
| 38   | P 3.0   | 22 | Howmet Corporation                | Richard Thompson Ray Heppenstal               | Howmet TX             | Continental 3.0 L Turbine | 84   |
| 39   | GT +2.0 | 17 | Scuderia Filipinetti              | Jacques Rey Claude Haldi                      | Ferrari 275 GTB/C     | Ferrari 3.3 L V12         | 78   |
| 40   | P 1.3   | 56 | Société des Automobiles Alpine    | Jean-Louis Marnat Jean-François Gerbault      | Alpine A210           | Renault-Gordini 1.0 L I4  | 71   |
| 41   | P 3.0   | 23 | Howmet Corporation                | Bob Tullius Hugh Dibley                       | Howmet TX             | Continental 3.0 L Turbine | 60   |
| 42   | P 3.0   | 28 | Société des Automobiles Alpine    | Henri Grandsire Gérard Larrousse              | Alpine A220           | Renault-Gordini 3.0 L V8  | 59   |
| 43   | P 3.0   | 31 | Porsche System Engineering        | Jo Siffert Hans Herrmann                      | Porsche 908           | Porsche 3.0 L Flat-8      | 59   |
| 44   | P 2.0   | 36 | North American Racing Team (NART) | François Chevalier Bernard Lagier de Giuseppe | Ferrari Dino 206S     | Ferrari 2.0 L V6          | 54   |
| 45   | GT +2.0 | 3  | Scuderia Filipinetti              | Umberto Maglioli Henri Gréder                 | Chevrolet Corvette    | Chevrolet 7.0 L V8        | 53   |
| 46   | S 5.0   | 7  | Sportscars Unlimited              | Ulf Norinder Sten Axelsson                    | Lola T70 Mk. III      | Chevrolet 5.0 L V8        | 47   |
| 47   | P 2.0   | 49 | Chris J. Lawrence                 | Chris Lawrence John Wingfield                 | Deep Sanderson 302    | Ford 1.6 L I4             | 35   |
| 48   | GT 2.0  | 60 | Wicky Racing Team                 | Willy Meier Jean de Mortemart                 | Porsche 911T          | Porsche 2.0 L Flat-6      | 30   |
| 49   | P 3.0   | 25 | John Woolfe Racing                | John Woolfe Digby Martland                    | Chevron B12           | Repco 3.0 L V8            | 27   |
| 50   | P 2.0   | 47 | Donald Healey Motor Company       | Clive Baker Andrew Hedges                     | Healey SR             | Coventry Climax 2.0 L V8  | 20   |
| 51   | S 5.0   | 11 | J.W. Automotive Engineering Ltd.  | Brian Muir Jackie Oliver                      | Ford GT40 Mk. I       | Ford 4.9 L V8             | 15   |
| 52   | P 2.0   | 65 | Racing Team VDS                   | Serge Trosch Karl von Wendt                   | Alfa Romeo T33/2      | Alfa Romeo 2.0 L V8       | 7    |
| 53   | P 1.3   | 54 | André Moynet                      | Max Jean René Ligonnet                        | Moynet XS             | Simca 1.2 L I4            | 6    |
| 54   | S 5.0   | 8  | Claude Dubois                     | Willy Mairesse Jean Blaton                    | Ford GT40 Mk. I       | Ford 4.7 L V8             | 0    |